# Zakal
Zakal je naselje v Občini Kamnik.

## Zgodovina
V arhivskih zapisih se kraj prvič omenja leta 1457, ko so bili podeljeni odpustki kapeli sv. Lenarta v kamniški fari, »kjer ljudje pravijo Zakalom (Çachalom)«. Na hrbtni strani listine je bilo kasneje dopisano »Sa kavam«.